# Liste der Monuments historiques in Sanzey
Die Liste der Monuments historiques in Sanzey führt die Monuments historiques in der französischen Gemeinde Sanzey auf.

## Liste der Objekte
| Bezeichnung                     | Beschreibung                                      | Standort                        | Kennzeichnung | Schutzstatus | Datum | Bild |
| ------------------------------- | ------------------------------------------------- | ------------------------------- | ------------- | ------------ | ----- | ---- |
| Skulptur Heiliger Christophotus | Holz, farbig gefasst, Anfang des 18. Jahrhunderts | in der Kirche St-Nicolas (Lage) | PM54000846    | Classé       | 1961  |      |